# AlltheWeb
Alltheweb — пошукова система, яка вийшла на ринок 1999 року, а створена у 1997 році. Свого часу змагалася за розміром і технологіями з Google Search, але ніколи не була такою ж популярною. У 2011 року AlltheWeb стала частиною Yahoo!.